# Skyggenes dal
Skyggenes dal ("skuggornas dal") är en norsk dramafilm från 2017 i regi av Jonas Matzow Gulbrandsen, med Adam Ekeli, Kathrine Fagerland och John Olav Nilsen i huvudrollerna. Den utspelar sig i glesbygden i Vestlandet och handlar om sexårige Aslak och hans mor som försöker hantera en familjetragedi. I sin jakt på svar får Aslak höra talas om en varulv och söker sig till den mörka omgivande skogen.

## Medverkande
- Adam Ekeli som Aslak
- Kathrine Fagerland som Astrid
- Jone Hope Larsen som Lasses far
- Lennard Salamon som Lasse

## Visningar
Filmen var regissörens långfilmsdebut. Den hade världspremiär vid Torontos filmfestival 2017 och Norgepremiär den 20 oktober samma år.

## Mottagande
Sandeep Singh skrev i Verdens Gang: "Detta dramamysterium handlar om hur ett ungt sinne på gott och väldigt ont bearbetar obegripliga trauman genom att böja verkligheten. På så sätt påminner den om dystra barnfilmer som Pans labyrint (2006) och Till vildingarnas land (2009) – kryddat med några skräckinjagande skogssilhuetter direkt från plattformsspelet Limbo." Sveinung Wålengen skrev för Montages: "Att Aslak i stora delar av filmen ljudlöst observerar det som försiggår omkring honom, samtidigt som han närmar sig det, är ett filmspråkligt perspektiv vi känner igen från många andra så kallade 'barnvuxenfilmer', där uppväxtsskildringen i huvudsak är riktad till en vuxen publik." Han jämförde med Marius Holsts film Ti kniver i hjertet från 1994 och dess tonåriga huvudperson: "Aslak är yngre, bara sex år, men i första halvan av Skyggenes dal är det vi får se och höra knutet till hans observationer av de vuxnas värld. Senare gör han ett medvetet och självständigt val som för berättelsen vidare, till en historia om transformation – inte om att bli 'vuxen', men om att växa, att bli mer erfaren." Wålengen beskrev Aslaks vandring genom skogen som en "övergångsrit" som han liknade vid Walkabout – mannaprovet av Nicolas Roeg, och jämförde filmen i helhet med Dead Man av Jim Jarmusch.